# Toby Regbo
Toby Finn Regbo (født 18. august 1991) er en engelsk skuespiller og musiker, som har optrådt i både film, tv og teaterforestillinger. Han er bedst kendt for sine roller som unge Nemo Nobody i science fiction dramaet Mr. Nobody og kong Frans 2. af Frankrig i The CW serien Reign.

## Filmografi
| År   | Titel                                   | Rolle                  | Noter |
| ---- | --------------------------------------- | ---------------------- | ----- |
| 2009 | Mr. Nobody                              | Nemo som 15 år         |       |
| 2009 | Glorious 39                             | Michael Walton         |       |
| 2010 | Harry Potter og Dødsregalierne - del 1  | Albus Dumbledore (ung) |       |
| 2011 | One Day                                 | Samuel Cope            |       |
| 2011 | Someday This Pain Will Be Useful to You | James Sveck            |       |
| 2013 | uwantme2killhim?                        | John                   |       |
| 2013 | Heart of Nowhere                        | Luke                   |       |

| År        | Titel              | Rolle                     | Noter                                  |
| --------- | ------------------ | ------------------------- | -------------------------------------- |
| 2006      | Sharpe's Challenge | Ensign                    | Tv-film                                |
| 2007      | M.I. High          | Chad Turner               | Serie/sæson 1, afsnit 6: "Super Blane" |
| 2011      | Treasure Island    | Jim Hawkins               | Todelt miniserie                       |
| 2012      | The Town           | Harry                     | Tredelt tv-serie                       |
| 2013–2015 | Reign              | Kong Frans 2. af Frankrig | Hovedrolle; 49 afsnit                  |
| 2017      | The Last Kingdom   | Aethelred                 | Birolle; 6 afsnit                      |